# Llenguatge visual
Un llenguatge visual és un conjunt de pràctiques per les quals les imatges poden usar-se per a comunicar conceptes. La creació d'una imatge per a comunicar una idea pressuposa l'ús d'un llenguatge visual. De la mateixa manera que les persones poden verbalitzar la seva manera de pensar, poden visualitzar-la. Els elements en una imatge representen conceptes en un context espacial, en comptes de la forma lineal usada per a les paraules. El discurs i la comunicació visual són paral·lelament i usualment interdependents d'aquesta manera els col·lectius humans intercanvien informació. Un diagrama, un mapa, o una pintura són tipus de llenguatges visuals.

## Morfologia visual
El sentit de vista funciona selectivament. La percepció no és una captació passiva de tot el que apareix davant dels ulls; és un judici continu de les relacions d'escala i de color, i inclou fer categories de formes per a classificar imatges i formes del nostre voltant.

### Elements visuals bàsics
Elements formals que integren qualsevol representació gràfico-plàstica.
El punt

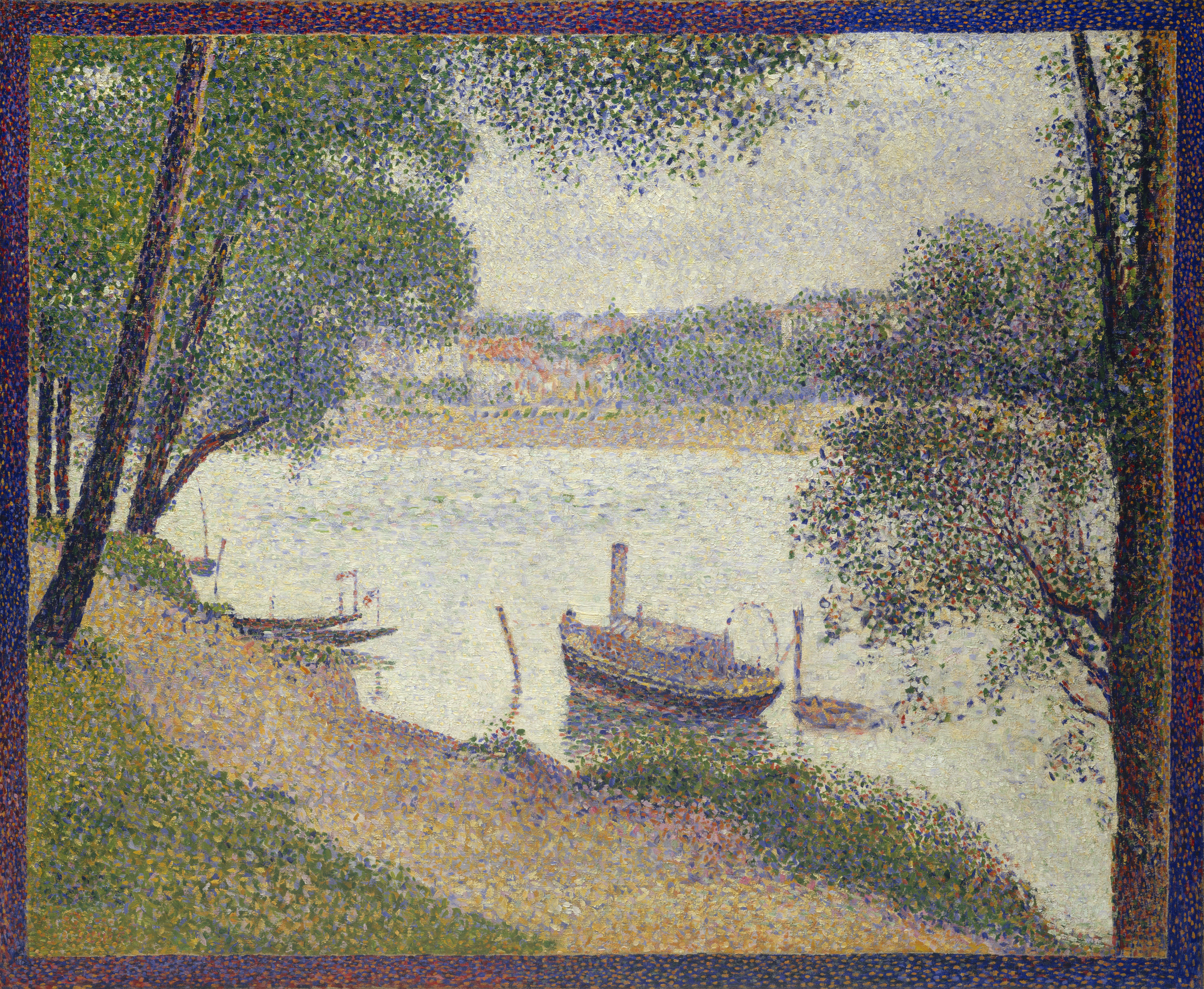
Clima gris. Georges Seurat (1888)

És la unitat formal mínima del llenguatge visual. El punt és un element de referència emprat en els diversos àmbits de l'expressió gràfica: en el dibuix, la pintura o la fotografia. Un agrupament de punts pot crear un sistema visual amb un significat explícit, delimitar el contorn d'objectes recognoscibles o marcar un sentit direccional.
El puntillisme va ser un corrent d'avantguarda que va emprar de manera sistemàtica el punt per a realitzar les obres pictòriques.
La línia
La línia és l'element visual bàsic generat pel moviment d'un punt. És emprada fins al punt d'esdevenir l'element principal del dibuix i un element fonamental de les diferents disciplines en les arts visuals. Convertint-se en la base de la majoria de treballs artístics o d'expressió.
Existeixen diverses tipologies de línies: rectes, corbes, trencades, uniformes (variables) i contínues (discontínues).
La línia transmet significat per ella mateixa.
La taca
És un element visual bàsic equivalent a una determinada figura de grans dimensions. Pot ser generada per una successió de línies tant creuades com paral·leles o per aplicació directa d'una substància amb poder colorant.
L'esmentda figura és un espai bidimensional o àrea limitada pel contorn d'una línia tancada.
La taca es pot descompondre en dos elements: el contorn extern que és allò immediatament sensible i l'esquelet estructural, les línies invisibles que defineixen el cos de la taca. La forma de la taca així com la pinzellada o la factura aporten significat al conjunt.
El cos
És l'element visual bàsic tridimensional. Es pot obtenir per translació o rotació d'una determinada figura o per generació variable. La constitució del cos també aporta expressivitat a l'obra.

### Propietats dels elements visuals bàsics
Les propietats són les qualitats formals o expressives dels elements visuals bàsics.
DimensióMesura d'una figura o cos en funció de la seva llargada, alçada i amplada.
ProporcióRelació d'una realitat física amb una altra quant a dimensió. Relació d'una part amb el tot o de les parts entre si.
MovimentGeneració d'una sensació visual de dinamisme a partir de diferents factors (dimensió, proporció, direcció, color...) Hem de considerar el moviment en un sentit molt ampli: moviment real d'un mòbil, representació d'una realitat en moviment o sensació visual de moviment a partir d'una realitat estàtica. L'Op Art va generar sensació de moviment a partir d'elements estàtics. En canvi els mòbils de Calder disposen d'una possibilitat real de moviment.
Direcció i sentitEspecificació del moviment o de la seva sensació. El moviment és més o menys dinàmic, possiblement amb un origen i un final determinats i amb una estructura concreta.
ColorCapacitat que posseeix un element visual bàsic per reflectir llum d'una determinada longitud d'ona.
Textura de la pinturaLa disposició dels elements visuals bàsics damunt de les superfícies determinen l'aspecte d'aquestes. La textura dona expressivitat als dibuixos. Existeixen molts tipus de textures, cada objecte en té una, però les podem classificar en dos grans grups.
- Textures regulars: Aquelles que són molt repetitives, monòtones i homogènies.
- Textures irregulars: Aquelles que no es regeixen per un patró definit; estan en funció dels interessos de l'artista. Resulten més interessants des del punt de vista estètic.

## Composició
Compondre és ordenar els elements visuals bàsics de l'obra.
Es pot considerar la composició com la sintaxi del llenguatge pictòric.

### Elements compositius
Format
Límits o marges de la superfície de representació. L'aspecte formal de l'obra transmet significat. Això és visible quan comparem formats quadrats, rectangulars verticals o rectangulars apaïsats.
Punt de vista
Posició que adopta qui fa la representació gràfica respecte a l'objecte representat. Tres són les variables per a determinar la posició:
- Angle. Aquest pot variar en els 360° horitzontals (posicions frontals, perfils...)
- Alçada.
  - Picat
  - Normal
  - Contrapicat
- Aproximació. Distància a l'objecte a representar.

Enquadrament
Selecció de la realitat a representar, compresa entre els límits del format.
El món del cinema ha imposat la classificació més coneguda en les arts visuals pel que fa a tipus d'enquadrament. Agafant com a escala de valor el cos humà es poden distingir els següents enquadraments:
- Pla general
- Pla de conjunt
- Pla sencer
- Pla americà
- Pla mitjà
- Primer pla
- Pla de detall

### Esquemes compositius
Simetria
Simetria és el moviment que relaciona dos punts, línies o figures de tal manera que en girar una d'elles amb relació a un punt o línia, coincideix amb l'altre.
Secció àuria
Llei de la balança
Esquema compositiu és semblant al d'una balança. L'espai central d'aquesta és ocupat per la figura de majors proporcions o major interès de tot l'esquema compositiu, a les dues meitats en què queda dividit aquest se situen formes, personatges, o grups de personatges. Aquest esquema compositiu acostuma a ser molt rígid.
L'escola d'Atenes és un exemple de pintura que segueix l'esquema compositiu anomenat llei de la balança. Representa els filòsofs que excel·liren en l'antiguitat clàssica; al centre Plató i Aristòtil, als dos costats conjunts de personatges que s'equilibren els uns als altres.
Llei de la compensació de masses
La forma principal desplaçada del centre de la composició i, per tant, més propera a un dels marges, queda en equilibri mitjançant una forma o formes secundàries situades més properes del marge oposat o per estar situades en un pla més llunyà.